# Concistori di papa Giovanni Paolo II

Papa Giovanni Paolo II

Questa voce raccoglie l'elenco completo dei concistori per la creazione di nuovi cardinali presieduti da papa Giovanni Paolo II, con l'indicazione di tutti i cardinali creati (231 cardinali, in 9 concistori, provenienti da 69 nazioni, di cui 17 non avevano mai avuto prima un cardinale). Nessun altro pontefice nella storia della Chiesa cattolica ha creato un numero così elevato di porporati; tra essi figura un suo successore al soglio pontificio: Francesco. I nominativi sono posti in ordine di creazione.

## 30 giugno 1979
Il 30 giugno 1979, durante il suo primo concistoro, papa Giovanni Paolo II creò quattordici cardinali elettori più uno nominato in pectore. Con la creazione dei nuovi quattordici cardinali elettori il numero dei cardinali elettori è arrivato a centoventi, limite massimo fissato da papa Paolo VI nel 1973. I quindici nuovi porporati furono:
- Agostino Casaroli, arcivescovo titolare di Cartagine, pro-Segretario di Stato; creato cardinale presbitero dei Santi XII Apostoli; deceduto il 9 giugno 1998;
- Giuseppe Caprio, arcivescovo (titolo personale) titolare di Apollonia, presidente dell'A.P.S.A.; creato cardinale diacono di Santa Maria Ausiliatrice in via Tuscolana; deceduto il 15 ottobre 2005;
- Marco Cé, patriarca di Venezia (Italia); creato cardinale presbitero di San Marco; deceduto il 12 maggio 2014;
- Egano Righi-Lambertini, arcivescovo titolare di Doclea, nunzio apostolico in Francia; creato cardinale diacono di San Giovanni Bosco in via Tuscolana; deceduto il 4 ottobre 2000;
- Joseph-Marie Trinh van-Can, arcivescovo metropolita di Hanoi (Vietnam); creato cardinale presbitero di Santa Maria in Via; deceduto il 18 maggio 1990;
- Ernesto Civardi, arcivescovo titolare di Sardica, segretario della Congregazione per i Vescovi e del Sacro Collegio; creato cardinale diacono di San Teodoro; deceduto il 28 novembre 1989;
- Ernesto Corripio y Ahumada, arcivescovo metropolita di Città del Messico (Messico); creato cardinale presbitero dell'Immacolata al Tiburtino; deceduto il 10 aprile 2008;
- Joseph Asajiro Satowaki, arcivescovo metropolita di Nagasaki (Giappone); creato cardinale presbitero di Santa Maria della Pace; deceduto l'8 agosto 1996;
- Roger Etchegaray, arcivescovo metropolita di Marsiglia (Francia); creato cardinale presbitero di San Leone I; deceduto il 4 settembre 2019;
- Anastasio Alberto Ballestrero O.C.D., arcivescovo metropolita di Torino (Italia); creato cardinale presbitero di Santa Maria sopra Minerva; deceduto il 21 giugno 1998;
- Tomás Ó Fiaich, arcivescovo metropolita di Armagh (Irlanda); creato cardinale presbitero di San Patrizio; deceduto l'8 maggio 1990;
- Gerald Emmett Carter, arcivescovo metropolita di Toronto (Canada); creato cardinale presbitero di Santa Maria in Traspontina; deceduto il 6 aprile 2003;
- Franciszek Macharski, arcivescovo metropolita di Cracovia (Polonia); creato cardinale presbitero di San Giovanni a Porta Latina; deceduto il 2 agosto 2016;
- Władysław Rubin, arcivescovo (titolo personale) titolare di Serta, segretario generale del Sinodo dei vescovi; creato cardinale diacono di Santa Maria in Via Lata; deceduto il 28 novembre 1990

Oltre ai quattordici cardinali elettori pubblicati ne creò un altro in pectore:
- Ignatius Kung Pin-mei, vescovo di Shanghai (Rep. Pop. Cinese); creato cardinale presbitero di San Sisto (pubblicato nel concistoro del 28 giugno 1991); deceduto il 12 marzo 2000.

## 2 febbraio 1983
Il 2 febbraio 1983 papa Giovanni Paolo II creò diciotto nuovi cardinali, di cui sedici elettori:
- Antoine Pierre Khoraiche, patriarca di Antiochia dei Maroniti (Libano); creato cardinale vescovo, mantenendo il proprio titolo patriarcale; deceduto il 19 agosto 1994;
- Bernard Yago, arcivescovo metropolita di Abidjan, (Costa d'Avorio); creato cardinale presbitero di San Crisogono - è stato il primo cardinale della Costa d'Avorio; deceduto il 5 ottobre 1997;
- Aurelio Sabattani, arcivescovo titolare di Giustiniana Prima, pro-prefetto del Supremo Tribunale della Segnatura Apostolica; creato cardinale diacono di Sant'Apollinare alle Terme Neroniane-Alessandrine; deceduto il 19 aprile 2003;
- Franjo Kuharić, arcivescovo metropolita di Zagabria (Croazia); creato cardinale presbitero di San Girolamo dei Croati; deceduto l'11 marzo 2002;
- Giuseppe Casoria, arcivescovo (titolo personale) titolare di Vescovio, pro-prefetto della Congregazione per il Culto Divino e la Disciplina dei Sacramenti; cardinale diacono di San Giuseppe in Via Trionfale; deceduto l'8 febbraio 2001;
- José Alí Lebrún Moratinos, arcivescovo metropolita di Caracas (Venezuela); creato cardinale presbitero di San Pancrazio fuori le mura; deceduto il 21 febbraio 2001;
- Joseph Louis Bernardin, arcivescovo metropolita di Chicago (Stati Uniti); creato cardinale presbitero di Gesù Divin Lavoratore; deceduto il 14 novembre 1996;
- Michael Michai Kitbunchu, arcivescovo metropolita di Bangkok (Thailandia); creato cardinale presbitero di San Lorenzo in Panisperna - è il primo cardinale della Thailandia;
- Alexandre do Nascimento, arcivescovo metropolita di Lubango (Angola); creato cardinale presbitero di San Marco in Agro Laurentino - è stato il primo cardinale dell'Angola; deceduto il 28 settembre 2024;
- Alfonso López Trujillo, arcivescovo metropolita di Medellín (Colombia); creato cardinale presbitero di Santa Prisca; deceduto il 19 aprile 2008;
- Godfried Danneels, arcivescovo metropolita di Malines-Bruxelles (Belgio); creato cardinale presbitero di Sant'Anastasia; deceduto il 14 marzo 2019;
- Thomas Stafford Williams, arcivescovo metropolita di Wellington (Nuova Zelanda); creato cardinale presbitero di Gesù Divin Maestro alla Pineta Sacchetti; deceduto il 22 dicembre 2023;
- Carlo Maria Martini, S.I., arcivescovo metropolita di Milano (Italia); creato cardinale presbitero di Santa Cecilia; deceduto il 31 agosto 2012;
- Jean-Marie Lustiger, arcivescovo metropolita di Parigi (Francia); creato cardinale presbitero dei Santi Marcellino e Pietro; deceduto il 5 agosto 2007;
- Józef Glemp, arcivescovo metropolita di Gniezno e di Varsavia (Polonia); creato cardinale presbitero di Santa Maria in Trastevere; deceduto il 23 gennaio 2013;
- Joachim Meisner, vescovo di Berlino (Germania); creato cardinale presbitero di Santa Pudenziana; deceduto il 5 luglio 2017.

Creò anche due cardinali ultraottantenni:
- Julijans Vaivods, vescovo titolare di Macriana Maggiore, amministratore apostolico di Riga (Lettonia); creato cardinale presbitero dei Santi Quattro Coronati - è stato il primo cardinale della Lettonia; deceduto il 24 maggio 1990;
- Henri-Marie de Lubac, S.I., teologo; creato cardinale diacono di Santa Maria in Domnica; deceduto il 4 settembre 1991.

## 25 maggio 1985
Il 25 maggio 1985 papa Giovanni Paolo II creò ventotto nuovi cardinali, di cui ventisette elettori:
- Luigi Dadaglio, arcivescovo (titolo personale) titolare di Lero, pro-Penitenziere Maggiore di Santa Romana Chiesa; creato cardinale diacono di San Pio V a Villa Carpegna; deceduto il 22 agosto 1990;
- Duraisamy Simon Lourdusamy, arcivescovo metropolita emerito di Bangalore, segretario della Congregazione per l'Evangelizzazione dei Popoli; creato cardinale diacono di Santa Maria delle Grazie alle Fornaci fuori Porta Cavalleggeri; deceduto il 2 giugno 2014;
- Francis Arinze, arcivescovo metropolita emerito di Onitsha, pro-presidente del Segretariato per i Non-Cristiani; creato cardinale diacono di San Giovanni della Pigna;
- Juan Francisco Fresno Larraín, arcivescovo metropolita di Santiago del Cile (Cile); creato cardinale presbitero di Santa Maria Immacolata di Lourdes a Boccea; deceduto il 14 ottobre 2004;
- Antonio Innocenti, arcivescovo (titolo personale) titolare di Eclano, nunzio apostolico in Spagna; creato cardinale diacono di Santa Maria in Aquiro; deceduto il 6 settembre 2008;
- Miguel Obando Bravo, S.D.B., arcivescovo metropolita di Managua (Nicaragua); creato cardinale presbitero di San Giovanni Evangelista a Spinaceto - è stato il primo cardinale del Nicaragua; deceduto il 3 giugno 2018;
- Paul Augustin Mayer, O.S.B., arcivescovo (titolo personale) titolare di Satriano, pro-prefetto della Congregazione per il Culto Divino e la Disciplina dei Sacramenti; creato cardinale diacono di Sant'Anselmo all'Aventino; deceduto il 30 aprile 2010;
- Ángel Suquía Goicoechea, arcivescovo metropolita di Madrid (Spagna); creato cardinale presbitero della Gran Madre di Dio; deceduto il 13 luglio 2006;
- Jean Jérôme Hamer, O.P., arcivescovo (titolo personale) titolare di Lorium, pro-prefetto della Congregazione per i Religiosi e gli Istituti Secolari; cardinale diacono di San Saba; deceduto il 2 dicembre 1996;
- Ricardo Jamin Vidal, arcivescovo metropolita di Cebu (Filippine); creato cardinale presbitero dei Santi Pietro e Paolo a Via Ostiense; deceduto il 18 ottobre 2017;
- Henryk Roman Gulbinowicz, arcivescovo metropolita di Breslavia (Polonia); creato cardinale presbitero dell'Immacolata Concezione di Maria a Grottarossa; deceduto il 16 novembre 2020;
- Paulos Tzadua, arcieparca metropolita di Addis Abeba degli Etiopi (Etiopia); creato cardinale presbitero del Santissimo Nome di Maria a Via Latina - è stato il primo cardinale dell'Etiopia; deceduto l'11 dicembre 2003;
- Jozef Tomko, arcivescovo titolare di Doclea, pro-prefetto della Congregazione per l'Evangelizzazione dei Popoli; creato cardinale diacono di Gesù Buon Pastore alla Montagnola; deceduto l'8 agosto 2022;
- Myroslav Ivan Ljubačivs'kyj, arcivescovo maggiore di Leopoli degli Ucraini (Ucraina); creato cardinale presbitero di Santa Sofia a Via Boccea; deceduto il 14 dicembre 2000;
- Andrzej Maria Deskur, arcivescovo (titolo personale) titolare di Tene, presidente emerito della Pontificia commissione per le comunicazioni sociali; creato cardinale diacono di San Cesareo in Palatio; deceduto il 3 settembre 2011;
- Paul Poupard, arcivescovo (titolo personale) titolare di Usula, pro-presidente del Segretariato per i non credenti; creato cardinale diacono di Sant'Eugenio;
- Louis-Albert Vachon, arcivescovo metropolita di Québec (Canada); creato cardinale presbitero di San Paolo della Croce a Corviale; deceduto il 29 settembre 2006;
- Albert Decourtray, arcivescovo metropolita di Lione (Francia); creato cardinale presbitero della Santissima Trinità al Monte Pincio; deceduto il 16 settembre 1994;
- Rosalio José Castillo Lara, S.D.B., arcivescovo (titolo personale) titolare di Precausa, pro-presidente della Pontificia commissione per l'interpretazione autentica del Codice Canonico; creato cardinale diacono di Nostra Signora di Coromoto in San Giovanni di Dio; deceduto il 16 ottobre 2007;
- Friedrich Wetter, arcivescovo metropolita di Monaco e Frisinga (Germania); creato cardinale presbitero di Santo Stefano al Monte Celio;
- Silvano Piovanelli, arcivescovo metropolita di Firenze (Italia); creato cardinale presbitero di Santa Maria delle Grazie a Via Trionfale, deceduto il 9 luglio 2016;
- Adrianus Johannes Simonis, arcivescovo metropolita di Utrecht (Paesi Bassi); creato cardinale presbitero di San Clemente; deceduto il 2 settembre 2020;
- Edouard Gagnon, P.S.S., arcivescovo titolare di Giustiniana Prima, pro-presidente del Pontificio consiglio per la famiglia; creato cardinale diacono di Sant'Elena fuori Porta Prenestina; deceduto il 25 agosto 2007;
- Alfons Maria Stickler, S.D.B., arcivescovo (titolo personale) titolare di Bolsena, pro-bibliotecario di Santa Romana Chiesa; creato cardinale diacono di San Giorgio in Velabro; deceduto il 12 dicembre 2007;
- Bernard Francis Law, arcivescovo metropolita di Boston (Stati Uniti); creato cardinale presbitero di Santa Susanna; deceduto il 20 dicembre 2017;
- John Joseph O'Connor, arcivescovo metropolita di New York (Stati Uniti); creato cardinale presbitero dei Santi Giovanni e Paolo; deceduto il 3 maggio 2000;
- Giacomo Biffi, arcivescovo metropolita di Bologna (Italia); creato cardinale presbitero dei Santi Giovanni Evangelista e Petronio; deceduto l'11 luglio 2015.

Creò anche un cardinale ultraottantenne:
- Pietro Pavan, rettore emerito della Pontificia Università Lateranense; creato cardinale diacono di San Francesco di Paola ai Monti; deceduto il 26 dicembre 1994.

## 28 giugno 1988
Il 28 giugno 1988 papa Giovanni Paolo II creò ventiquattro nuovi cardinali, tutti elettori:
- Eduardo Martínez Somalo, arcivescovo (titolo personale) titolare di Tagora, sostituto della Segreteria di Stato; creato cardinale diacono del Santissimo Nome di Gesù; deceduto il 10 agosto 2021;
- Achille Silvestrini, arcivescovo (titolo personale) titolare di Novaliciana, segretario del Consiglio per gli Affari Pubblici della Chiesa; creato cardinale diacono di San Benedetto fuori Porta San Paolo; deceduto il 29 agosto 2019;
- Angelo Felici, arcivescovo (titolo personale) titolare di Cesariana, nunzio apostolico in Francia; creato cardinale diacono dei Santi Biagio e Carlo ai Catinari; deceduto il 17 giugno 2007;
- Paul Grégoire, arcivescovo metropolita di Montréal (Canada); creato cardinale presbitero di Nostra Signora del Santissimo Sacramento e Santi Martiri Canadesi; deceduto il 30 ottobre 1993;
- Antony Padiyara, arcieparca metropolita di Ernakulam-Angamaly dei Siro-Malabaresi (India); creato cardinale presbitero di Santa Maria "Regina Pacis" a Monte Verde; deceduto il 23 marzo 2000;
- José Freire Falcão, arcivescovo metropolita di Brasilia (Brasile); creato cardinale presbitero di San Luca a Via Prenestina; deceduto il 26 settembre 2021;
- Michele Giordano, arcivescovo metropolita di Napoli (Italia); creato cardinale presbitero di San Gioacchino ai Prati di Castello; deceduto il 2 dicembre 2010;
- Alexandre José Maria dos Santos, O.F.M., arcivescovo metropolita di Maputo (Mozambico); creato cardinale presbitero di San Frumenzio ai Prati Fiscali - è il primo cardinale del Mozambico; deceduto il 29 settembre 2021;
- Giovanni Canestri, arcivescovo metropolita di Genova (Italia); creato cardinale presbitero di Sant'Andrea della Valle; deceduto il 29 aprile 2015;
- Antonio María Javierre Ortas, S.D.B., arcivescovo (titolo personale) titolare di Meta, segretario della Congregazione per l'Educazione Cattolica; cardinale diacono di Santa Maria Liberatrice a Monte Testaccio; deceduto il 1º febbraio 2007;
- Simon Ignatius Pimenta, arcivescovo metropolita di Bombay (India); creato cardinale presbitero di Santa Maria Regina Mundi a Torre Spaccata; deceduto il 19 luglio 2013;
- Mario Revollo Bravo, arcivescovo metropolita di Bogotà (Colombia); creato cardinale presbitero di San Bartolomeo all'Isola; deceduto il 3 novembre 1995;
- Edward Bede Clancy, arcivescovo metropolita di Sydney (Australia); creato cardinale presbitero di Santa Maria in Vallicella; deceduto il 3 agosto 2014;
- Lucas Moreira Neves, O.P., arcivescovo metropolita di São Salvador da Bahia (Brasile); creato cardinale presbitero dei Santi Bonifacio e Alessio; deceduto l'8 settembre 2002;
- James Aloysius Hickey, arcivescovo metropolita di Washington (Stati Uniti); creato cardinale presbitero di Santa Maria Madre del Redentore a Tor Bella Monaca; deceduto il 24 ottobre 2004;
- Edmund Casimir Szoka, arcivescovo metropolita di Detroit (Stati Uniti); creato cardinale presbitero dei Santi Andrea e Gregorio al Monte Celio; deceduto il 20 agosto 2014;
- László Paskai, O.F.M., arcivescovo metropolita di Esztergom (Ungheria); creato cardinale presbitero di Santa Teresa al Corso d'Italia; deceduto il 17 agosto 2015;
- Christian Wiyghan Tumi, arcivescovo metropolita di Garoua (Camerun); creato cardinale presbitero dei Santi Martiri dell'Uganda a Poggio Ameno - è stato il primo cardinale del Camerun; deceduto il 3 aprile 2021;
- Hans Hermann Groër, O.S.B., arcivescovo metropolita di Vienna (Austria); creato cardinale presbitero dei Santi Gioacchino e Anna al Tuscolano; deceduto il 24 marzo 2003;
- Jacques-Paul Martin, arcivescovo (titolo personale) titolare di Neapoli di Palestina, prefetto emerito della Casa pontificia; cardinale diacono del Sacro Cuore di Cristo Re; deceduto il 27 settembre 1992;
- Franz Hengsbach, vescovo di Essen (Germania); creato cardinale presbitero di Nostra Signora di Guadalupe a Monte Mario; deceduto il 24 giugno 1991;
- Vincentas Sladkevičius, M.I.C., vescovo titolare di Abora, amministratore apostolico di Kaišiadorys (Lituania); cardinale presbitero dello Spirito Santo alla Ferratella; deceduto il 28 maggio 2000;
- Jean Margéot, vescovo di Port-Louis (Mauritius); creato cardinale presbitero di San Gabriele Arcangelo all'Acqua Traversa - è stato il primo cardinale delle Mauritius; deceduto il 17 luglio 2009;
- John Baptist Wu Cheng-chung, vescovo di Hong Kong; creato cardinale presbitero della Beata Vergine Maria del Monte Carmelo a Mostacciano; deceduto il 23 settembre 2002.

Giovanni Paolo II aveva annunciato anche la creazione a cardinale dello svizzero Hans Urs von Balthasar, celebre teologo già ultraottantenne, presbitero della diocesi di Coira, il quale morì il 26 giugno, due giorni prima del concistoro.

## 28 giugno 1991
Il 28 giugno 1991 papa Giovanni Paolo II pubblicò il cardinale in pectore Ignatius Kung Pin-mei, creato nel concistoro del 1979. Inoltre creò ventidue nuovi cardinali, di cui venti elettori:
- Angelo Sodano, arcivescovo (titolo personale) titolare di Nova di Cesare, pro-segretario di Stato; creato cardinale presbitero di Santa Maria Nuova; deceduto il 27 maggio 2022;
- Alexandru Todea, arcieparca metropolita di Făgăraș e Alba Iulia (Romania); creato cardinale presbitero di Sant'Atanasio a Via Tiburtina; deceduto il 22 maggio 2002;
- Pio Laghi, arcivescovo (titolo personale) titolare di Mauriana, pro-prefetto della Congregazione per l'Educazione Cattolica; creato cardinale diacono di Santa Maria Ausiliatrice in via Tuscolana; deceduto il 10 gennaio 2009;
- Edward Idris Cassidy, arcivescovo (titolo personale) titolare di Amanzia, presidente del Pontificio consiglio per la promozione dell'unità dei cristiani; creato cardinale diacono di Santa Maria in Via Lata; deceduto il 10 aprile 2021;
- Robert-Joseph Coffy, arcivescovo metropolita di Marsiglia (Francia); creato cardinale presbitero di San Luigi Maria Grignion de Montfort; deceduto il 15 luglio 1995;
- Frédéric Etsou-Nzabi-Bamungwabi, C.I.C.M., arcivescovo metropolita di Kinshasa, (Rep. Dem. del Congo); creato cardinale presbitero di Santa Lucia a Piazza d'Armi; deceduto il 6 gennaio 2007;
- Nicolás de Jesús López Rodríguez, arcivescovo metropolita di Santo Domingo (Repubblica Dominicana); creato cardinale presbitero di San Pio X alla Balduina;
- José Tomás Sánchez, arcivescovo metropolita emerito di Nueva Segovia, segretario della Congregazione per l'Evangelizzazione dei Popoli; creato cardinale diacono di San Pio V a Villa Carpegna; deceduto il 9 marzo 2012;
- Virgilio Noè, arcivescovo (titolo personale) titolare di Voncaria, pro-vicario generale di Sua Santità per lo Stato della Città del Vaticano; creato cardinale diacono di San Giovanni Bosco in via Tuscolana; deceduto il 24 luglio 2011;
- Antonio Quarracino, arcivescovo metropolita di Buenos Aires (Argentina); creato cardinale presbitero di Santa Maria della Salute a Primavalle; deceduto il 28 febbraio 1998;
- Fiorenzo Angelini, arcivescovo (titolo personale) titolare di Messene, presidente del Pontificio consiglio della pastorale per gli operatori sanitari; creato cardinale diacono di Santo Spirito in Sassia; deceduto il 22 novembre 2014;
- Roger Michael Mahony, arcivescovo metropolita di Los Angeles (Stati Uniti); creato cardinale presbitero dei Santi Quattro Coronati;
- Juan Jesús Posadas Ocampo, arcivescovo metropolita di Guadalajara (Messico); cardinale presbitero di Nostra Signora di Guadalupe e San Filippo Martire in Via Aurelia; deceduto il 24 maggio 1993;
- Anthony Joseph Bevilacqua, arcivescovo metropolita di Filadelfia (Stati Uniti); creato cardinale presbitero del Santissimo Redentore e Sant'Alfonso in Via Merulana; deceduto il 31 gennaio 2012;
- Giovanni Saldarini, arcivescovo metropolita di Torino (Italia); creato cardinale presbitero (pro illa vice) del Sacro Cuore di Gesù a Castro Pretorio; deceduto il 18 aprile 2011;
- Cahal Brendan Daly, arcivescovo metropolita di Armagh (Irlanda); creato cardinale presbitero di San Patrizio; deceduto il 31 dicembre 2009;
- Camillo Ruini, arcivescovo (titolo personale) titolare di Nepte, pro-vicario generale di Sua Santità per la Diocesi di Roma (Italia); creato cardinale presbitero di Sant'Agnese fuori le mura;
- Ján Chryzostom Korec, S.I., vescovo di Nitra (Slovacchia); creato cardinale presbitero dei Santi Fabiano e Venanzio a Villa Fiorelli; deceduto il 24 ottobre 2015;
- Henri Schwery, vescovo di Sion (Svizzera); creato cardinale presbitero dei Santi Protomartiri a Via Aurelia Antica; deceduto il 7 gennaio 2021;
- Georg Maximilian Sterzinsky, vescovo di Berlino (Germania); creato cardinale presbitero di San Giuseppe all'Aurelio; deceduto il 30 giugno 2011.

Creò anche due cardinali ultraottantenni:
- Guido Del Mestri, arcivescovo (titolo personale) titolare di Tuscamia, nunzio apostolico emerito in Germania; creato cardinale diacono di Sant'Eustachio; deceduto il 2 agosto 1993;
- Paolo Dezza, S.I., rettore emerito della Pontificia Università Gregoriana; creato cardinale diacono di Sant'Ignazio di Loyola a Campo Marzio; deceduto il 17 dicembre 1999.

## 26 novembre 1994
Il 26 novembre 1994 papa Giovanni Paolo II creò trenta nuovi cardinali, di cui ventiquattro elettori:
- Nasrallah Pierre Sfeir, patriarca di Antiochia dei Maroniti (Libano); creato cardinale vescovo del medesimo titolo patriarcale; deceduto il 12 maggio 2019;
- Miloslav Vlk, arcivescovo metropolita di Praga (Repubblica Ceca); creato cardinale presbitero di Santa Croce in Gerusalemme; deceduto il 18 marzo 2017;
- Luigi Poggi, arcivescovo (titolo personale) titolare di Forontoniana, pro-bibliotecario di Santa Romana Chiesa; creato cardinale diacono di Santa Maria in Domnica; deceduto il 4 maggio 2010;
- Peter Seiichi Shirayanagi, arcivescovo metropolita di Tokyo (Giappone); creato cardinale presbitero di Santa Emerenziana a Tor Fiorenza; deceduto il 30 dicembre 2009;
- Vincenzo Fagiolo, arcivescovo metropolita emerito di Chieti e Vasto, presidente del Pontificio consiglio per i testi legislativi; creato cardinale diacono di San Teodoro; deceduto il 22 settembre 2000;
- Carlo Furno, arcivescovo (titolo personale) titolare di Abari, nunzio apostolico in Italia; creato cardinale diacono del Sacro Cuore di Cristo Re; deceduto il 9 dicembre 2015;
- Carlos Oviedo Cavada, O. de M., arcivescovo metropolita di Santiago del Cile (Cile); creato cardinale presbitero (pro hac vice) di Santa Maria della Scala; deceduto il 7 dicembre 1998;
- Thomas Joseph Winning, arcivescovo metropolita di Glasgow (Scozia); creato cardinale presbitero di Sant'Andrea delle Fratte; deceduto il 17 giugno 2001;
- Adolfo Antonio Suárez Rivera, arcivescovo metropolita di Monterrey (Messico); creato cardinale presbitero di Nostra Signora di Guadalupe a Monte Mario; deceduto il 22 marzo 2008;
- Jaime Lucas Ortega y Alamino, arcivescovo metropolita di San Cristóbal de la Habana (Cuba); creato cardinale presbitero dei Santi Aquila e Priscilla; deceduto il 26 luglio 2019;
- Julius Riyadi Darmaatmadja, S.I., arcivescovo metropolita di Semarang (Indonesia); creato cardinale presbitero del Sacro Cuore di Maria;
- Jan Pieter Schotte, C.I.C.M., arcivescovo (titolo personale) titolare di Silli, segretario generale del Sinodo dei vescovi; creato cardinale diacono di San Giuliano dei Fiamminghi; deceduto il 10 gennaio 2005
- Pierre Étienne Louis Eyt, arcivescovo metropolita di Bordeaux (Francia); creato cardinale presbitero della Santissima Trinità al Monte Pincio; deceduto l'11 giugno 2001;
- Gilberto Agustoni, arcivescovo (titolo personale) titolare di Caorle, prefetto del Supremo Tribunale della Segnatura Apostolica; creato cardinale diacono dei Santi Urbano e Lorenzo a Prima Porta; deceduto il 13 gennaio 2017;
- Emmanuel Wamala, arcivescovo metropolita di Kampala (Uganda); creato cardinale presbitero di Sant'Ugo;
- William Henry Keeler, arcivescovo metropolita di Baltimora (Stati Uniti); creato cardinale presbitero di Santa Maria degli Angeli; deceduto il 23 marzo 2017;
- Augusto Vargas Alzamora, S.I., arcivescovo metropolita di Lima (Perù); creato cardinale presbitero di San Roberto Bellarmino; deceduto il 4 settembre 2000;
- Jean-Claude Turcotte, arcivescovo metropolita di Montréal (Canada); creato cardinale presbitero di Nostra Signora del Santissimo Sacramento e Santi Martiri Canadesi; deceduto l'8 aprile 2015;
- Ricardo María Carles Gordó, arcivescovo metropolita di Barcellona (Spagna); creato cardinale presbitero di Santa Maria Consolatrice al Tiburtino, deceduto il 17 dicembre 2013;
- Adam Joseph Maida, arcivescovo metropolita di Detroit (Stati Uniti); creato cardinale presbitero dei Santi Vitale, Valeria, Gervasio e Protasio;
- Vinko Puljić, arcivescovo metropolita di Sarajevo (Bosnia-Erzegovina); creato cardinale presbitero di Santa Chiara a Vigna Clara - è il primo cardinale della Bosnia-Erzegovina;
- Armand Gaétan Razafindratandra, arcivescovo metropolita di Antananarivo (Madagascar); creato cardinale presbitero dei Santi Silvestro e Martino ai Monti; deceduto il 9 gennaio 2010;
- Paul Joseph Pham Ðình Tung, arcivescovo metropolita di Hanoi (Vietnam); creato cardinale presbitero di Santa Maria "Regina Pacis" in Ostia mare; deceduto il 22 febbraio 2009;
- Juan Sandoval Íñiguez, arcivescovo metropolita di Guadalajara (Messico); creato cardinale presbitero di Nostra Signora di Guadalupe e San Filippo Martire in Via Aurelia.

Creò anche sei cardinali ultraottantenni:
- Bernardino Echeverría Ruiz, O.F.M., arcivescovo metropolita emerito di Guayaquil (Ecuador); cardinale presbitero dei Santi Nereo e Achilleo; deceduto il 6 aprile 2000;
- Kazimierz Świątek, arcivescovo metropolita di Minsk-Mahilëŭ (Bielorussia); creato cardinale presbitero di San Gerardo Maiella - è il primo cardinale della Bielorussia; deceduto il 21 luglio 2011;
- Ersilio Tonini, arcivescovo metropolita emerito di Ravenna-Cervia (Italia); creato cardinale presbitero del Santissimo Redentore a Val Melaina; deceduto il 28 luglio 2013;
- Mikel Koliqi, presbitero dell'arcidiocesi di Scutari (Albania); creato cardinale diacono di Ognissanti in Via Appia Nuova - è il primo cardinale dell'Albania; deceduto il 28 gennaio 1997;
- Yves-Marie-Joseph Congar, O.P., presbitero, teologo e filosofo; creato cardinale diacono di San Sebastiano al Palatino; deceduto il 22 giugno 1995;
- Alois Grillmeier, S.I., presbitero, teologo; creato cardinale diacono di San Nicola in Carcere; deceduto il 13 settembre 1998.

## 21 febbraio 1998
Il 21 febbraio 1998 papa Giovanni Paolo II creò ventidue nuovi cardinali, di cui due riservati in pectore, e un ultraottantenne:
- Jorge Arturo Medina Estévez, arcivescovo emerito di Valparaìso, pro-prefetto della Congregazione per il Culto Divino e la Disciplina dei Sacramenti; creato cardinale diacono di San Saba; deceduto il 3 ottobre 2021;
- Alberto Bovone, arcivescovo (titolo personale) titolare di Cesarea di Numidia, pro-prefetto della Congregazione per le Cause dei Santi; creato cardinale diacono di Ognissanti in Via Appia Nuova; deceduto il 17 aprile 1998;
- Darío Castrillón Hoyos, arcivescovo metropolita emerito di Bucaramanga, pro-prefetto della Congregazione per il Clero; creato cardinale diacono del Santissimo Nome di Maria al Foro Traiano; deceduto il 18 maggio 2018;
- Lorenzo Antonetti, arcivescovo (titolo personale) titolare di Roselle, pro-presidente dell'Amministrazione del Patrimonio della Sede Apostolica; creato cardinale diacono di Sant'Agnese in Agone; deceduto il 10 aprile 2013;
- James Francis Stafford, arcivescovo metropolita emerito di Denver, presidente del Pontificio consiglio per i laici; creato cardinale diacono di Gesù Buon Pastore alla Montagnola;
- Salvatore De Giorgi, arcivescovo metropolita di Palermo (Italia); creato cardinale presbitero di Santa Maria in Ara Coeli;
- Serafim Fernandes de Araújo, arcivescovo metropolita di Belo Horizonte (Brasile); creato cardinale presbitero di San Luigi Maria Grignion de Montfort; deceduto l'8 ottobre 2019;
- Antonio María Rouco Varela, arcivescovo metropolita di Madrid (Spagna); creato cardinale presbitero di San Lorenzo in Damaso;
- Aloysius Matthew Ambrozic, arcivescovo metropolita di Toronto (Canada); creato cardinale presbitero dei Santi Marcellino e Pietro; deceduto il 26 agosto 2011;
- Jean Marie Julien Balland, arcivescovo metropolita di Lione (Francia); creato cardinale presbitero di San Pietro in Vincoli; deceduto il 1º marzo 1998;
- Dionigi Tettamanzi, arcivescovo metropolita di Genova (Italia); creato cardinale presbitero dei Santi Ambrogio e Carlo; deceduto il 5 agosto 2017;
- Polycarp Pengo, arcivescovo metropolita di Dar-es-Salaam (Tanzania); creato cardinale presbitero di Nostra Signora de La Salette;
- Christoph Schönborn, O.P., arcivescovo metropolita di Vienna (Austria); creato cardinale presbitero di Gesù Divin Lavoratore;
- Norberto Rivera Carrera, arcivescovo metropolita di Città del Messico (Messico); creato cardinale presbitero di San Francesco d'Assisi a Ripa Grande;
- Francis Eugene George, O.M.I., arcivescovo metropolita di Chicago (Stati Uniti); creato cardinale presbitero di San Bartolomeo all'Isola; deceduto il 17 aprile 2015;
- Paul Shan Kuo-hsi, S.I., vescovo di Kaohsiung (Taiwan); creato cardinale presbitero di San Crisogono; deceduto il 22 agosto 2012;
- Giovanni Cheli, arcivescovo (titolo personale) titolare di Santa Giusta, presidente del Pontificio consiglio della pastorale per i migranti e gli itineranti; creato cardinale diacono dei Santi Cosma e Damiano; deceduto l'8 febbraio 2013;
- Francesco Colasuonno, arcivescovo (titolo personale) titolare di Tronto, nunzio apostolico in Italia; creato cardinale diacono di Sant'Eugenio; deceduto il 31 maggio 2003;
- Dino Monduzzi, vescovo titolare di Capri, prefetto della Casa Pontificia; creato cardinale diacono di San Sebastiano al Palatino; deceduto il 13 ottobre 2006.

Creò e pubblicò anche un cardinale ultraottantenne:
- Adam Kozłowiecki, S.I., arcivescovo metropolita emerito di Lusaka (Zambia); creato cardinale presbitero di Sant'Andrea al Quirinale; deceduto il 28 settembre 2007.

In questo concistoro furono creati anche due cardinali in pectore, che saranno pubblicati nel concistoro del 21 febbraio 2001:
- Marian Jaworski, arcivescovo metropolita di Leopoli (Ucraina); creato cardinale presbitero di San Sisto; deceduto il 5 settembre 2020;
- Jānis Pujats, arcivescovo metropolita di Riga (Lettonia); creato cardinale presbitero di Santa Silvia.

Giovanni Paolo II aveva previsto anche la creazione del croato Josip Uhač, arcivescovo titolare di Tharros, segretario della Congregazione per l'Evangelizzazione dei Popoli, che morì, sapendo dell'intenzione del pontefice, il 18 gennaio 1998, giorno dell'annuncio del concistoro.

## 21 febbraio 2001
Il concistoro del 21 febbraio 2001 fu quello in cui papa Giovanni Paolo II creò il maggior numero di cardinali, quarantadue, di cui trentotto elettori, un record nella storia della Chiesa cattolica. Oltre a questi pubblicò i due cardinali creati in pectore nel concistoro del 1998: Marian Jaworski e Jānis Pujats. L'annuncio dei nomi dei cardinali fu dato in due tempi: il 21 gennaio annunciò trentasette nuovi cardinali; il 28 gennaio oltre a rivelare i nomi dei due cardinali in pectore, aggiunse cinque nuovi cardinali (Huzar, Degenhardt, Terrazas Sandoval, Fox Napier e Lehmann).
In questo concistoro ricevette la porpora anche l'arcivescovo di Buenos Aires, Jorge Mario Bergoglio, S.I., il futuro papa Francesco.
- Giovanni Battista Re, arcivescovo (titolo personale) titolare di Vescovio, prefetto della Congregazione per i Vescovi; creato cardinale presbitero dei Santi XII Apostoli;
- François-Xavier Nguyễn Văn Thuận, arcivescovo (titolo personale) titolare di Vadesi, presidente del Pontificio consiglio della giustizia e della pace; creato cardinale diacono di Santa Maria della Scala; deceduto il 16 settembre 2002;
- Agostino Cacciavillan, arcivescovo (titolo personale) titolare di Amiterno, presidente dell'Amministrazione del Patrimonio della Sede Apostolica; cardinale diacono dei Santi Angeli Custodi a Città Giardino; deceduto il 5 marzo 2022;
- Sergio Sebastiani, arcivescovo (titolo personale) titolare di Cesarea di Mauritania, presidente della Prefettura degli Affari Economici della Santa Sede; creato cardinale diacono di Sant'Eustachio; deceduto il 16 gennaio 2024;
- Zenon Grocholewski, arcivescovo (titolo personale) titolare di Agropoli, prefetto della Congregazione per l'Educazione Cattolica; creato cardinale diacono di San Nicola in Carcere; deceduto il 17 luglio 2020;
- José Saraiva Martins, C.M.F., arcivescovo (titolo personale) titolare di Tuburnica, prefetto della Congregazione per le Cause dei Santi; creato cardinale diacono di Nostra Signora del Sacro Cuore;
- Crescenzio Sepe, arcivescovo titolare di Grado, segretario emerito della Congregazione per il Clero; creato cardinale diacono di Dio Padre Misericordioso;
- Jorge María Mejía, arcivescovo (titolo personale) titolare di Apollonia, bibliotecario di Santa Romana Chiesa; creato cardinale diacono di San Girolamo della Carità; deceduto il 9 dicembre 2014;
- Ignace Moussa I Daoud, patriarca emerito di Antiochia dei Siri, prefetto della Congregazione per le Chiese Orientali; creato cardinale vescovo, mantenendo il proprio titolo patriarcale; deceduto il 7 aprile 2012;
- Mario Francesco Pompedda, arcivescovo (titolo personale) titolare di Bisarcio, prefetto del Supremo Tribunale della Segnatura Apostolica; creato cardinale diacono dell'Annunciazione della Beata Vergine Maria a Via Ardeatina; deceduto il 18 ottobre 2006;
- Walter Kasper, vescovo emerito di Rottenburg-Stoccarda, segretario del Pontificio consiglio per la promozione dell'unità dei cristiani; cardinale diacono di Ognissanti in Via Appia Nuova;
- Johannes Joachim Degenhardt, arcivescovo metropolita di Paderborn (Germania); creato cardinale presbitero di San Liborio; deceduto il 25 luglio 2002;
- Antonio José González Zumárraga, arcivescovo metropolita di Quito (Ecuador); creato cardinale presbitero di Santa Maria in Via; deceduto il 13 ottobre 2008;
- Ivan Dias, arcivescovo metropolita di Bombay (India); creato cardinale presbitero dello Spirito Santo alla Ferratella; deceduto il 19 giugno 2017;
- Geraldo Majella Agnelo, arcivescovo metropolita di San Salvador di Bahia (Brasile); creato cardinale presbitero di San Gregorio Magno alla Magliana Nuova; deceduto il 26 agosto 2023;
- Pedro Rubiano Sáenz, arcivescovo metropolita di Bogotà (Colombia); creato cardinale presbitero della Trasfigurazione di Nostro Signore Gesù Cristo; deceduto il 15 aprile 2024;
- Theodore Edgar McCarrick, arcivescovo metropolita di Washington (Stati Uniti); creato cardinale presbitero dei Santi Nereo e Achilleo; dimesso il 27 luglio 2018; deceduto il 3 aprile 2025;
- Desmond Connell, arcivescovo metropolita di Dublino (Irlanda); creato cardinale presbitero di San Silvestro in Capite; deceduto il 21 febbraio 2017;
- Audrys Juozas Bačkis, arcivescovo metropolita di Vilnius (Lituania); creato cardinale presbitero della Natività di Nostro Signore Gesù Cristo a Via Gallia;
- Francisco Javier Errázuriz Ossa, P. Schönstatt, arcivescovo metropolita di Santiago del Cile; creato cardinale presbitero di Santa Maria della Pace;
- Julio Terrazas Sandoval, C.SS.R., arcivescovo metropolita di Santa Cruz de la Sierra (Bolivia); creato cardinale presbitero di San Giovanni Battista de' Rossi - è stato il primo cardinale della Bolivia; deceduto il 9 dicembre 2015;
- Wilfrid Fox Napier, O.F.M., arcivescovo metropolita di Durban (Sudafrica); creato cardinale presbitero di San Francesco d'Assisi ad Acilia;
- Óscar Andrés Rodríguez Maradiaga, S.D.B., arcivescovo metropolita di Tegucigalpa (Honduras); creato cardinale presbitero di Santa Maria della Speranza - è il primo cardinale dell'Honduras;
- Bernard Agré, arcivescovo metropolita di Abidjan (Costa d'Avorio); creato cardinale presbitero di San Giovanni Crisostomo a Monte Sacro Alto; deceduto il 9 giugno 2014;
- Louis-Marie Billé, arcivescovo metropolita di Lione (Francia); creato cardinale presbitero di San Pietro in Vincoli; deceduto il 12 marzo 2002;
- Antonio Ignacio Velasco García, S.D.B., arcivescovo metropolita di Caracas (Venezuela); creato cardinale presbitero di Santa Maria Domenica Mazzarello; deceduto il 6 luglio 2003;
- Juan Luis Cipriani Thorne, arcivescovo metropolita di Lima (Perù); creato cardinale presbitero di San Camillo de Lellis agli Orti Sallustiani;
- Francisco Álvarez Martínez, arcivescovo metropolita di Toledo (Spagna); creato cardinale presbitero di Santa Maria Regina Pacis a Monte Verde; deceduto il 5 gennaio 2022;
- Cláudio Hummes, O.F.M., arcivescovo metropolita di San Paolo (Brasile); creato cardinale presbitero di Sant'Antonio da Padova in Via Merulana; deceduto il 4 luglio 2022;
- Varkey Vithayathil, C.SS.R., arcivescovo maggiore di Ernakulam-Angamaly dei Siro-Malabaresi (India); cardinale presbitero di San Bernardo alle Terme Diocleziane; deceduto il 1º aprile 2011;
- Jorge Mario Bergoglio, S.I., arcivescovo metropolita di Buenos Aires (Argentina); creato cardinale presbitero di San Roberto Bellarmino; poi eletto papa con il nome di Francesco il 13 marzo 2013; deceduto il 21 aprile 2025;
- José da Cruz Policarpo, patriarca di Lisbona (Portogallo); creato cardinale presbitero di Sant'Antonio in Campo Marzio; deceduto il 12 marzo 2014;
- Severino Poletto, arcivescovo metropolita di Torino (Italia); creato cardinale presbitero (pro illa vice) di San Giuseppe in Via Trionfale; deceduto il 17 dicembre 2022;
- Cormac Murphy-O'Connor, arcivescovo metropolita di Westminster (Inghilterra); creato cardinale presbitero di Santa Maria sopra Minerva; deceduto il 1º settembre 2017;
- Edward Michael Egan, arcivescovo metropolita di New York (Stati Uniti); creato cardinale presbitero dei Santi Giovanni e Paolo; deceduto il 5 marzo 2015;
- Ljubomyr Huzar, M.S.U., arcivescovo maggiore di Leopoli degli Ucraini (Ucraina); creato cardinale presbitero di Santa Sofia a Via Boccea; deceduto il 31 maggio 2017;
- Karl Lehmann, vescovo di Magonza (Germania); creato cardinale presbitero di San Leone I; deceduto l'11 marzo 2018;
- Roberto Tucci, S.I., presbitero, presidente emerito di Radio Vaticana; creato cardinale diacono di Sant'Ignazio di Loyola a Campo Marzio; deceduto il 14 aprile 2015.

Creò e pubblicò anche quattro cardinali ultraottantenni:
- Stéphanos II Ghattas, C.M., patriarca di Alessandria dei Copti (Egitto); creato cardinale vescovo, mantenendo il proprio titolo patriarcale; deceduto il 20 gennaio 2009;
- Jean Marcel Honoré, arcivescovo metropolita emerito di Tours (Francia); creato cardinale presbitero di Santa Maria della Salute a Primavalle; deceduto il 28 febbraio 2013;
- Leo Scheffczyk, presbitero, teologo; creato cardinale diacono di San Francesco Saverio alla Garbatella; deceduto l'8 dicembre 2005;
- Avery Robert Dulles, S.I., presbitero, teologo; creato cardinale diacono dei Santissimi Nomi di Gesù e Maria in via Lata; deceduto il 12 dicembre 2008.

## 21 ottobre 2003
Il 21 ottobre 2003 papa Giovanni Paolo II creò trenta nuovi cardinali, di cui ventisei elettori. Il papa annunciò la creazione di un cardinale riservato in pectore, il cui nome però non verrà mai reso pubblico.
- Jean-Louis Tauran, arcivescovo (titolo personale) titolare di Telepte, Segretario per i Rapporti con gli Stati; creato cardinale diacono di Sant'Apollinare alle Terme Neroniane-Alessandrine; deceduto il 5 luglio 2018;
- Renato Raffaele Martino, arcivescovo (titolo personale) titolare di Segerme, presidente del Pontificio consiglio della giustizia e della pace; creato cardinale diacono di San Francesco di Paola ai Monti; deceduto il 28 ottobre 2024;
- Francesco Marchisano, arcivescovo (titolo personale) titolare di Populonia, arciprete della Basilica di San Pietro in Vaticano; cardinale diacono di Santa Lucia del Gonfalone; deceduto il 27 luglio 2014;
- Julián Herranz Casado, arcivescovo (titolo personale) titolare di Vertara, presidente del Pontificio consiglio per i testi legislativi; creato cardinale diacono di Sant'Eugenio;
- Javier Lozano Barragán, arcivescovo-vescovo emerito di Zacatecas, presidente del Pontificio consiglio della pastorale per gli operatori sanitari; creato cardinale diacono di San Michele Arcangelo; deceduto il 20 aprile 2022;
- Stephen Fumio Hamao, arcivescovo-vescovo emerito di Yokohama, presidente del Pontificio consiglio della pastorale per i migranti e gli itineranti; creato cardinale diacono di San Giovanni Bosco in via Tuscolana; deceduto l'8 novembre 2007;
- Attilio Nicora, arcivescovo-vescovo emerito di Verona, presidente dell'Amministrazione del Patrimonio della Sede Apostolica; creato cardinale diacono di San Filippo Neri in Eurosia; deceduto il 22 aprile 2017;
- Angelo Scola, patriarca di Venezia (Italia); creato cardinale presbitero dei Santi XII Apostoli;
- Anthony Olubunmi Okogie, arcivescovo metropolita di Lagos (Nigeria); creato cardinale presbitero della Beata Vergine Maria del Monte Carmelo a Mostacciano;
- Bernard Panafieu, arcivescovo metropolita di Marsiglia (Francia); creato cardinale presbitero di San Gregorio Barbarigo alle Tre Fontane; deceduto il 12 novembre 2017;
- Gabriel Zubeir Wako, arcivescovo metropolita di Khartoum (Sudan); creato cardinale presbitero di Sant'Atanasio a Via Tiburtina - è il primo cardinale del Sudan;
- Carlos Amigo Vallejo, O.F.M., arcivescovo metropolita di Siviglia (Spagna); creato cardinale presbitero di Santa Maria in Monserrato degli Spagnoli; deceduto il 27 aprile 2022;
- Justin Francis Rigali, arcivescovo metropolita di Filadelfia (Stati Uniti); creato cardinale presbitero di Santa Prisca;
- Keith Michael Patrick O'Brien, arcivescovo metropolita di Saint Andrews ed Edimburgo (Scozia); creato cardinale presbitero dei Santi Gioacchino e Anna al Tuscolano; il 20 marzo 2015 papa Francesco accetta la sua rinunzia ai diritti e ai privilegi del cardinalato; deceduto il 19 marzo 2018;
- Eusébio Oscar Scheid, S.C.I., arcivescovo metropolita di São Sebastião do Rio de Janeiro (Brasile); creato cardinale presbitero dei Santi Bonifacio e Alessio; deceduto il 13 gennaio 2021;
- Ennio Antonelli, arcivescovo metropolita di Firenze (Italia); creato cardinale presbitero di Sant'Andrea delle Fratte;
- Tarcisio Bertone, S.D.B., arcivescovo metropolita di Genova (Italia); creato cardinale presbitero (pro illa vice) di Santa Maria Ausiliatrice in Via Tuscolana;
- Peter Kodwo Appiah Turkson, arcivescovo metropolita di Cape Coast (Ghana); creato cardinale presbitero di San Liborio - è il primo cardinale del Ghana;
- Telesphore Placidus Toppo, arcivescovo metropolita di Ranchi (India); creato cardinale presbitero del Sacro Cuore di Gesù agonizzante a Vitinia; deceduto il 4 ottobre 2023;
- George Pell, arcivescovo metropolita di Sydney (Australia); creato cardinale presbitero di Santa Maria Domenica Mazzarello; deceduto il 10 gennaio 2023;
- Josip Bozanić, arcivescovo metropolita di Zagabria (Croazia); creato cardinale presbitero di San Girolamo dei Croati;
- Jean-Baptiste Phạm Minh Mẫn, arcivescovo metropolita di Hô Chí Minh (Vietnam); creato cardinale presbitero di San Giustino;
- Rodolfo Quezada Toruño, arcivescovo metropolita di Santiago di Guatemala (Guatemala); creato cardinale presbitero di San Saturnino; deceduto il 4 giugno 2012;
- Philippe Christian Ignace Marie Barbarin, arcivescovo metropolita di Lione (Francia); creato cardinale presbitero della Santissima Trinità al Monte Pincio;
- Péter Erdő, arcivescovo metropolita di Esztergom-Budapest (Ungheria); creato cardinale presbitero di Santa Balbina;
- Marc Ouellet, P.S.S., arcivescovo metropolita di Québec (Canada); creato cardinale presbitero di Santa Maria in Traspontina.

Creò anche quattro cardinali ultraottantenni:
- Georges Marie Martin Cottier, O.P., elevato arcivescovo (titolo personale) titolare di Tullia, segretario generale della Commissione Teologica Internazionale; creato cardinale diacono dei Santi Domenico e Sisto; deceduto il 31 marzo 2016;
- Gustaaf Joos, elevato arcivescovo (titolo personale) titolare di Ypres, teologo; creato cardinale diacono di San Pier Damiani ai Monti di San Paolo; deceduto il 2 novembre 2004;
- Tomáš Špidlík, S.I., presbitero, professore emerito presso la Pontificia Università Gregoriana; creato cardinale diacono di Sant'Agata dei Goti; deceduto il 16 aprile 2010;
- Stanisław Kazimierz Nagy, S.C.I., elevato arcivescovo (titolo personale) titolare di Hólar, teologo; creato cardinale diacono di Santa Maria della Scala; deceduto il 5 giugno 2013.

## Nazioni con i primi cardinali autoctoni
Nei concistori presieduti da papa Giovanni Paolo II, sono 17 le nazioni che hanno avuto il loro primo cardinale autoctono nella storia della Chiesa cattolica.

### Suddivisione per concistoro
| Concistoro    | Nazioni                                           | Totale |
| ------------- | ------------------------------------------------- | ------ |
| Febbraio 1983 | - Costa d'Avorio - Thailandia - Angola - Lettonia | 4      |
| Maggio 1985   | - Nicaragua - Etiopia                             | 2      |
| Giugno 1988   | - Mozambico - Camerun - Mauritius                 | 3      |
| Novembre 1994 | - Bosnia ed Erzegovina - Bielorussia - Albania    | 3      |
| Febbraio 2001 | - Bolivia - Honduras                              | 2      |
| Ottobre 2003  | - Sudan - Ghana                                   | 2      |
| TOTALE        | TOTALE                                            | 16     |

### Suddivisione per continente
| Continente | Nazioni                                                                               | Totale |
| ---------- | ------------------------------------------------------------------------------------- | ------ |
| Europa     | - Albania - Bosnia ed Erzegovina - Bielorussia - Lettonia                             | 4      |
| America    | - Bolivia - Honduras - Nicaragua                                                      | 3      |
| Africa     | - Angola - Camerun - Costa d'Avorio - Etiopia - Ghana - Mauritius - Mozambico - Sudan | 8      |
| Asia       | - Thailandia                                                                          | 1      |
| TOTALE     | TOTALE                                                                                | 16     |